# Wernerophylla nigra
Wernerophylla nigra är en skalbaggsart som beskrevs av Marc Lacroix 2001. Wernerophylla nigra ingår i släktet Wernerophylla och familjen Melolonthidae. Inga underarter finns listade i Catalogue of Life.